# Woodson (Illinois)
Woodson é uma vila localizada no estado americano de Illinois, no Condado de Morgan.

## Demografia
Segundo o censo americano de 2000, a sua população era de 559 habitantes.
Em 2006, foi estimada uma população de 555, um decréscimo de 4 (-0.7%).

## Geografia
De acordo com o United States Census Bureau tem uma área de
1,0 km², dos quais 1,0 km² cobertos por terra e 0,0 km² cobertos por água.

## Localidades na vizinhança
O diagrama seguinte representa as localidades num raio de 16 km ao redor de Woodson.